# Nový historismus
Nový historismus je literárně-teoretická škola; směr literární interpretace, založený na myšlenkách Michela Foucaulta a Haydena Whitea.
Objevila se v 80. a rozšířila v 90. letech 20. století. Vymezuje se proti Nové kritice a dekonstrukci. Novohistorikové ovšem nezbudovali žádný teoretický systém, jejich cílem bylo vytvořit „rozvolněný“ přístup, ve kterém by bylo možné spojit zprvu nespojitelné – řadu děl od sebe na první pohled tak vzdálených, že hledat mezi nimi souvislosti by dříve nikoho nenapadlo – a rozšířit tak pole každého, který se literární interpretaci věnuje ohromným způsobem.
Významným představitelem a iniciátorem amerického nového historismu je Stephen Greenblatt s knihou Sebeutváření v renesanci. Nový historismus se pokouší rozumět dílu přes jeho historický kontext, odchází od myšlenky detailního zkoumání textu tak, jak to činí Close reading či Explication de texte. Nesnaží se však navázat na historismus jako takový; pracuje s pluralitou názorů a plně respektuje postmoderní prostředí. Odmítá proto hledání „jedné velké pravdy“.